# جامعة الحسين التقنية
جامعة الحسين التقنية هي جامعة أردنية خاصة. تأسست عام 2016، تتبع لمؤسسة ولي العهد. تأتي مبادرة تأسيس الجامعة لتدريب وتطوير مهارات الطلاب في مختلف مجالات العلوم والتكنولوجيا، ويوجد شرط أساسي للتخرج وهو التدريب العملي والميداني لمدة سنة كاملة.

## رؤساء الجامعة
| رئيس الجامعة         | الفترة       |
| -------------------- | ------------ |
| أ.د. وجيه عويس       | 2016         |
| أ.د. لبيب خضرا       | 2016 - 2020  |
| أ.د. إسماعيل الحنيطي | 2020 - حاليًا |